# راش تایوانی
راش تایوانی (نام علمی: Fagus hayatae) نام یک گونه از سرده راش است.